# 瓦古倫喬山
10°31′52″S 75°55′54″W / 10.53111°S 75.93167°W

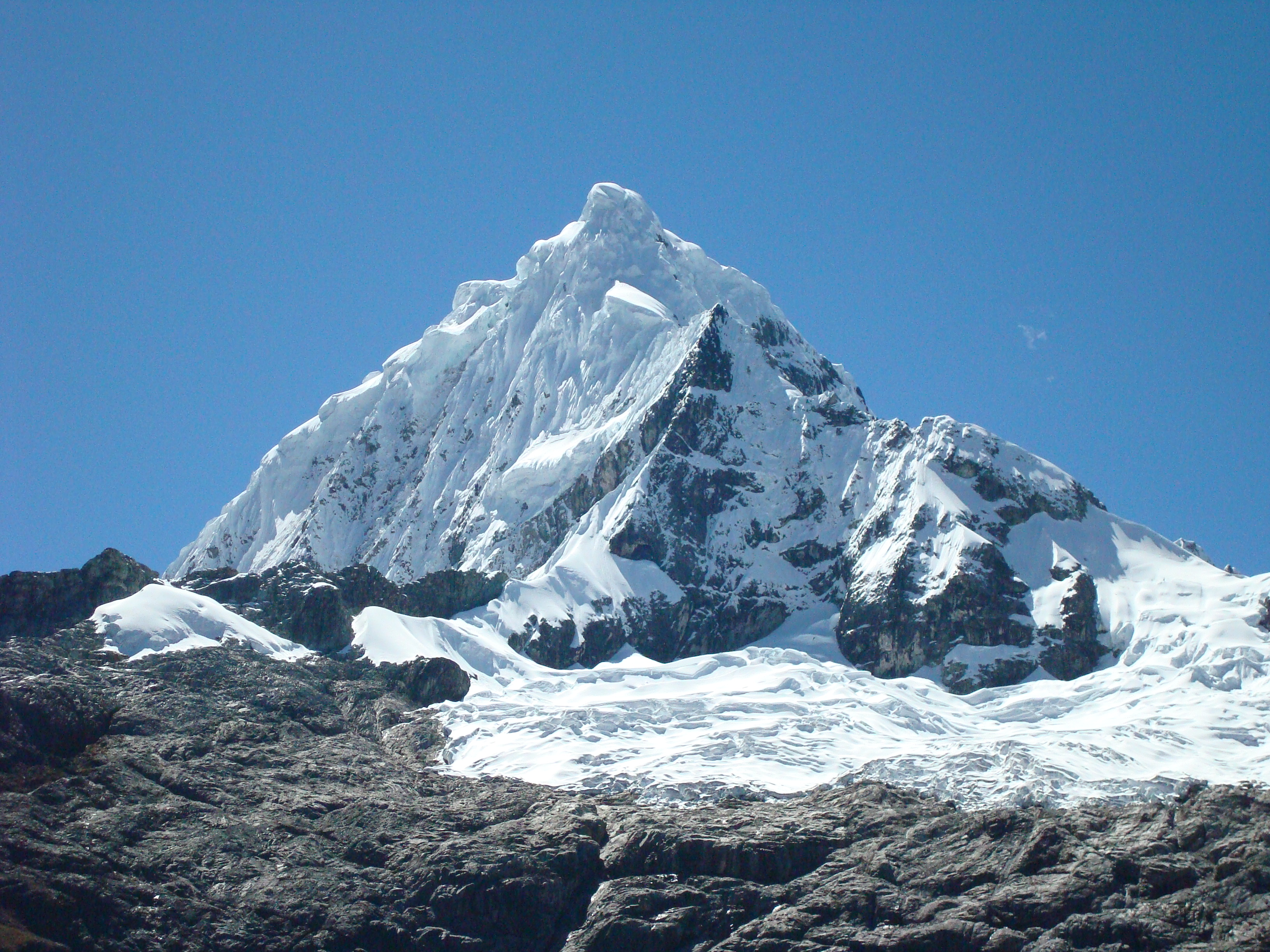

瓦古倫喬山（西班牙語：Huaguruncho），是秘魯的山峰，位於該國中部瓦努科大區，由瓦瓊區和蒂克拉卡揚區負責管轄，屬於瓦古倫喬山脈的一部分，海拔高度5,723米。